# Podove, Șîroke
Podove (în ucraineană Подове) este un sat în comuna Vodeane din raionul Șîroke, regiunea Dnipropetrovsk, Ucraina.

## Demografie
Componența lingvistică a localității Podove
     Ucraineană (91,3%)
     Rusă (8,7%)
Conform recensământului din 2001, majoritatea populației localității Podove era vorbitoare de ucraineană (91,3%), existând în minoritate și vorbitori de rusă (8,7%).